# Coreia nos Jogos Olímpicos de Inverno de 2018
Uma equipe unificada entre as Coreia do Norte e do Sul participou dos Jogos Olímpicos de Inverno de 2018, realizados na cidade de Pyeongchang, na Coreia do Sul, sob o nome Coreia.
Após um acordo entre as duas Coreias, os atletas do norte foram autorizados a ultrapassar a Zona Desmilitarizada da Coreia. Em 17 de janeiro de 2018 foi anunciado que os dois países iriam desfilar na cerimônia de abertura como uma delegação única e sob a bandeira da Coreia unificada. Além disso, no torneio feminino de hóquei no gelo uma equipe unificada competiu sob o código "COR"; nos outros esportes as delegações da Coreia do Norte e da Coreia do Sul seguiram competindo separadamente.
Won Yun-jong, bobsledder da Coreia do Sul, e Hwang Chung-gum, jogadora de hóquei no gelo da Coreia do Norte, carregaram a bandeira da Coreia unificada durante a cerimônia de abertura.

## Desempenho

### Hóquei no gelo
Após um acordo especial entre o Comitê Olímpico Internacional e a Federação Internacional de Hóquei no Gelo, doze jogadoras norte-coreanas se juntaram à equipe sul-coreana, previamente classificada como país sede, para formar uma equipe unificada composta de 35 jogadoras no total. No entanto apenas 22 jogadoras foram relacionadas para cada jogo, conforme previa o regulamento, sendo que três delas deveriam ser obrigatoriamente norte-coreanas, a serem selecionadas pela treinadora Sarah Murray.
Feminino
| Equipe | Equipe | Fase de grupos                                   | Fase de grupos | Quartas                | Semifinal                           | Final                                  | Pos. |
| Equipe | Equipe | Adversário e resultado                           | Pos.           | Adversário e resultado | Adversário e resultado              | Adversário e resultado                 | Pos. |
| --- | --- | ------------------------------------------------ | -------------- | ---------------------- | ----------------------------------- | -------------------------------------- | ---- |
| Han Do-hee Genevieve Kim Knowles Ri Pom Shin So-jung Cho Mi-hwan Choe Jong-hui Eom Su-yeon Hwang Chung-gum Hwang Sol-gyong Kim Se-lin Park Chae-lin Park Ye-eun Park Yoon-jung Ryu Su-jong Choe Un-gyong Choi Ji-yeon Choi Yu-jung Randi Griffin | Han Soo-jin Danelle Im Jin Ok Susie Jo Jong Su-hyon Jung Si-yun Kim Hee-won Kim Hyang-mi Kim Un-hyang Kim Un-jong Ko Hye-in Lee Eun-ji Lee Jing-yu Lee Yeon-jeong Caroline Nancy Park Park Jong-ah Ryo Song-hui | SUI Suíça D 0–8 SWE Suécia D 0–8 JPN Japão D 1–4 | 4 (Gr. B)      | Não avançou            | Classificação 5º–8º SUI Suíça D 0–2 | Disputa pelo 7º lugar SWE Suécia D 1–6 | 8º   |

Legenda
| Recorde mundial      | Recorde mundial (World record)               |                       | Recorde africano                      | Recorde africano (African) |                                           | Q | Classificado por posição (Qualified) |
| Recorde olímpico     | Recorde olímpico (Olympic record)            | Recorde da América    | Recorde da América (Americas)         | q                          | Classificado por melhor tempo (Qualified) |   |                                      |
| Melhor marca do ano  | Melhor marca do ano (World leading)          | Recorde asiático      | Recorde asiático (Asian)              | DNS                        | Não largou (Did not start)                |   |                                      |
| Recorde nacional     | Recorde nacional (National record)           | Recorde europeu       | Recorde europeu (European)            | DNF                        | Não terminou (Did not finish)             |   |                                      |
| Recorde pessoal      | Recorde pessoal do atleta (Personal best)    | Recorde da Oceania    | Recorde da Oceania (Oceania)          | DSQ / DQ                   | Desclassificado (Disqualified)            |   |                                      |
| Recorde da temporada | Recorde da temporada do atleta (Season best) | Recorde sul-americano | Recorde sul-americano (South America) | NM                         | Sem marca (No mark)                       |   |                                      |